# Hessolestes ultimus
Hessolestes ultimus és una espècie de mamífer mesonic extint de la família dels mesoníquids. Visqué durant el període Paleogen al que avui en dia són els Estats Units. Se n'han trobat restes fòssils a la formació del riu Duchesne (Utah).